# Antibiogouvernance
L’antibiogouvernance ou gouvernance relative aux antibiotiques est un ensemble de pratiques qui visent à se doter des moyens pour lutter contre l’antibiorésistance ou résistance aux antibiotiques. Les modifications des pratiques en usage concernent aussi bien le secteur bioalimentaire que les milieux hospitaliers et vétérinaires.  Elle s'appuie sur le constat "...que 30 % à 50 % des prescriptions d’antibiotiques sont inappropriées, et ce, particulièrement lors d’infections respiratoires virales comme le rhume ou la grippe," favorisant ainsi le développement de certaines souches de bactéries résistantes et annulant par le fait même leur efficacité.

## Publications
- American Veterinary Medical Association, Federation of Veterinarians of Europe et  Association  canadienne  des  médecins  vétérinaires, Statement  on  Responsible  and  Judicious  Use  of  Antimicrobials ”, 2017, lire en ligne
- Position sur l'utilisation judicieuse des antibiotiques au Québec pour les partenaires de la stratégie québécoise de santé et de bien-être des animaux, Ordre des agronomes du Québec, lire en ligne [PDF]
- Association  des  vétérinaires  en  industrie  animale  du  Québec , Usage  judicieux  des  antibiotiques  en  médecine  vétérinaire  des  grandes  populations  animales : rapport du comité ad hoc, 2014
- World Veterinary Association, Position on Respons i ble Use of Antimicrobials, 2011, lire en ligne [PDF]